# Dave Meyers (rendező)
David Charles Meyers, ismertebb nevén Dave Meyers (Berkeley, Kalifornia, 1972. október 19. –) kétszeres Grammy-díjas amerikai videoklip-, film- és reklámfilm-rendező, producer, valamint forgatókönyvíró. Karrierje során több száz videóklipet rendezett a pop- és hiphopzene legismertebb előadóinak. Olyan ikonikus videóklippek fűződnek a nevéhez, mint Billie Eilish Bad Guy című klipje, Camila Cabello és Young Thug Havana című slágere, vagy a BLACKPINK Jump! című klipje.

## Életpályája
17 évesen dolgozott a berkeleyi Landmark moziban, ahol a filmezés iránti szenvedélye tovább nőtt. Később a Loyola Marymount Egyetemen Filmkészítést és Filozófiát tanult.
Diploma után a Paramountnál és a Foxnál kezdett dolgozni, de karrierje fordulópontja egy véletlen találkozás volt Gus Van Sant filmrendezővel, aki arra buzdította, hogy a zenei videók terén próbálja ki magát.